# La Flor de Irupé
La Flor de Irupé es una película en blanco y negro de Argentina dirigida por Alberto Dubois. El nombre alude a la doncella protagonista de una leyenda guaraní relacionada con esa flor. Fue el primer trabajo protagónico de la actriz Libertad Leblanc, con Luis Alarcón y Héctor Pellegrini en roles estelares. Filmada en blanco y negro, fue estrenada en Argentina el 4 de octubre de 1962.
La audacia de los desnudos que presenta la película, inesperada para la época, y la evidente belleza física de la protagonista, hicieron de La flor de irupé un éxito de taquilla, instalando a Libertad Leblanc (por entonces de 24 años) como un gran sex symbol de la época, sobre todo en Argentina.

## Sinopsis
Tres delincuentes que robaron un banco y asesinaron a un guardia huyen con el botín. Buscando dónde ocultarse encuentran una choza solitaria entre los esteros del Iberá, a orillas del río Paraná, habitada por un anciano trampero, ermitaño y excéntrico. Los fugitivos se apoderan de la choza y deciden ocultarse allí por un tiempo. Los días pasan lentamente y el tedio, el aburrimiento y la falta de mujeres, torna a los prófugos inquietos e irritables. Un atardecer, uno de ellos, Roberto (Luis Alarcón), mientras deambulan por los alrededores, se topa con una bella muchacha, de cabello rubio y piel blanquísima, bañándose desnuda en el río. Cuando él intenta acercarse y entablar conversación, ella se aleja y se pierde en la espesura. ¿Es real o ha sido sólo un espejismo?
Al regresar a la choza, Roberto relata lo sucedido a sus dos secuaces. El anciano trampero les narra entonces la extraña y trágica historia de "la flor de irupé", leyenda que anda circulando por la zona desde hace algunos años. Se trata de un espectro femenino, una bella muchacha a la que es posible ver bañándose desnuda en las aguas del río, las noches de luna llena. Según la leyenda, la joven, única hija de una aristocrática familia del lugar, halló la muerte en esas aguas luego de una horrible tragedia. Durante su luna de miel, un jardinero demente atacó al flamante esposo y lo mató, para luego violar a la joven esposa. Loca de dolor, la muchacha corrió hacia los esteros, internándose en las aguas, donde halló la muerte. Desde aquel trágico día, el fantasma de la hermosa joven regresa cada luna llena, esperando reencontrase con su marido muerto. Aunque es una inquietante historia, los delincuentes no creen en ella. 
Pero algunos días después, Roberto vuelve a encontrarse con la muchacha. Se llama Marta y resulta ser de carne y hueso. Allí mismo, el hombre y la mujer hacen el amor, y pronto se enamoran. Pero las cosas no serán tan fáciles para Roberto y Marta, "la Flor de Irupé".

## Reparto
- Libertad Leblanc ... Marta
- Luis Alarcón ... Roberto
- Héctor Pellegrini ... El ladrón
- Mario Amaya ... Indio
- Alberto Barcel
- Héctor Carrión ... El Sapo
- Alberto Barcel ... Don Lucas
- Mario Casado
- Amelia Folcini
- Jorge L. Fossati
- Carlos García

## Títulos alternativos
- La flor desnuda
- Love hunger
- Soif d'amour

## Versión alternativa a color
La reedición en video de la película por parte de la compañía distribuidora de películas estadounidense Something Weird Video (serie Twisted Sex, Vol. 18, 1998) intercaló una secuencia a color de 12 minutos, la cual describe el relato del anciano. Debido a que la película fue filmada íntegramente en blanco y negro, esta secuencia de filmación relativamente reciente fue incluida por la compañía SWV para contar con escenas en color que pudiesen ser utilizadas para el tráiler y el afiche de promoción. La Flor de Irupé se encuentra actualmente dentro del catálogo de Something Weird Video bajo el título internacional Love hunger; además el sitio cita como fecha de estreno el momento en que se lanzó en Estados Unidos, 1965 (3 años después que en Argentina).